# Фёдорова, Зинаида Тихоновна
Зинаида Тихоновна Фёдорова — советский хозяйственный, государственный и политический деятель.

## Биография
Родилась в 1915 году. Член ВКП(б) с 1938 года.
С 1934 года — на хозяйственной, общественной и политической работе. В 1934—1987 гг. — мастер Московского автомобильного завода имени И. В. Сталина, секретарь Московского комитета ВЛКСМ, инструктор Отдела партийных, профсоюзных и комсомольских органов ЦК ВКП(б), секретарь ЦК ВЛКСМ, начальник Управления воспитательной и культурно-массовой работы Главного управления трудовых резервов при СМ СССР, ответственный секретарь Комитета советских женщин.
Избиралась депутатом Верховного Совета РСФСР 1-го созыва, Верховного Совета СССР 3-го созыва.
Умерла в 1997 году.